# 1 500 meter för damer i friidrott vid olympiska sommarspelen 1976
1 500 meter för damer vid olympiska sommarspelen 1976 i Montréal avgjordes 23-26 juli. 

## Medaljörer
| Gren        | Guld                              | Guld    | Silver                            | Silver  | Brons                            | Brons   |
| 1 500 meter | Tatjana Kazankina · Sovjetunionen | 4.05,48 | Gunhild Hoffmeister · Östtyskland | 4.06,02 | Ulrike Klapezynski · Östtyskland | 4.06,09 |

## Resultat
- Q innebär avancemang utifrån placering i heatet.
- q innebär avancemang utifrån total placering.
- DNS innebär att personen inte startade.
- DNF innebär att personen inte fullföljde.
- DQ innebär diskvalificering.
- NR innebär nationellt rekord.
- OR innebär olympiskt rekord.
- WR innebär världsrekord.
- WJR innebär världsrekord för juniorer
- AR innebär världsdelsrekord (area record) (I detta fall europarekord)
- PB innebär personligt rekord.
- SB innebär säsongsbästa.

### Omgång 1

#### Heat 1
| Placering | Idrottare            | Nation         | Tid     | Noteringar |
| --------- | -------------------- | -------------- | ------- | ---------- |
| 1         | Gabriella Dorio      | Italien        | 4.10,84 | Q          |
| 2         | Raisa Smechnova      | Sovjetunionen  | 4:10.88 | Q          |
| 3         | Jan Merrill          | USA            | 4:10.92 | Q          |
| 4         | Mary Stewart         | Storbritannien | 4:11.10 | Q          |
| 5         | Maricica Puică       | Rumänien       | 4:12.62 |            |
| 6         | Rositsa Pechlivanova | Bulgarien      | 4:13.11 |            |
| 7         | Judy Amoore          | Australien     | 4:14.22 |            |
| 8         | Bernadette Van Roy   | Belgien        | 4:16.27 |            |
| 9         | Magdolna Lázár       | Ungern         | 4:23.30 |            |

#### Heat 2
| Placering | Idrottare             | Nation        | Tid     | Noteringar |
| --------- | --------------------- | ------------- | ------- | ---------- |
| 1         | Ljudmila Bragina      | Sovjetunionen | 4.07,11 | Q          |
| 2         | Christiane Wartenberg | Östtyskland   | 4:07.13 | Q          |
| 3         | Nina Holmén           | Finland       | 4:07.14 | Q          |
| 4         | Grete Waitz           | Norge         | 4:07.20 | Q          |
| 5         | Ellen Wellmann        | Västtyskland  | 4:07.20 | q          |
| 6         | Francie Larrieu Smith | USA           | 4:07.21 | q          |
| 7         | Dianne Rodger         | Nya Zeeland   | 4:12.81 |            |
| 8         | Thelma Wright         | Kanada        | 4:15.23 |            |
| 9         | Ndew Niang            | Senegal       | 4:44.64 |            |

#### Heat 3
| Placering | Idrottare          | Nation         | Tid     | Noteringar |
| --------- | ------------------ | -------------- | ------- | ---------- |
| 1         | Ulrike Bruns       | Östtyskland    | 4.11,62 | Q          |
| 2         | Tatjana Kazankina  | Sovjetunionen  | 4:12.10 | Q          |
| 3         | Vesela Yatsinska   | Bulgarien      | 4:12.72 | Q          |
| 4         | Sonia Castelein    | Belgien        | 4:12.95 | Q          |
| 5         | Penny Yule         | Storbritannien | 4:13.36 |            |
| 6         | Ileana Silai       | Rumänien       | 4:13.61 |            |
| 7         | Margherita Gargano | Italien        | 4:15.94 |            |
| 8         | Carmen Valero      | Spanien        | 4:17.65 |            |
| 9         | Penny Werthner     | Kanada         | 4:18.19 |            |

#### Heat 4
| Placering | Idrottare            | Nation       | Tid     | Noteringar |
| --------- | -------------------- | ------------ | ------- | ---------- |
| 1         | Brigitte Kraus       | Västtyskland | 4.07,79 | Q          |
| 2         | Gunhild Hoffmeister  | Östtyskland  | 4:08.23 | Q          |
| 3         | Natalia Mărăşescu    | Rumänien     | 4:08.31 | Q          |
| 4         | Nikolina Sjtereva    | Bulgarien    | 4:08.38 | Q          |
| 5         | Mary Tracey-Purcell  | Irland       | 4:08.63 |            |
| 6         | Cyndy Poor           | USA          | 4:08.89 |            |
| 7         | Anne Audain          | Nya Zeeland  | 4:10.68 |            |
| 8         | Silvana Cruciata     | Italien      | 4:16.78 |            |
| 9         | Lilja Guðmundsdóttir | Island       | 4:20.27 |            |

### Semifinaler

#### Heat 1
| Placering | Idrottare           | Nation        | Tid     | Noteringar |
| --------- | ------------------- | ------------- | ------- | ---------- |
| 1         | Ulrike Bruns        | Östtyskland   | 4.02,13 | Q          |
| 2         | Nikolina Sjtereva   | Bulgarien     | 4:02.33 | Q          |
| 3         | Ljudmila Bragina    | Sovjetunionen | 4:02.41 | Q          |
| 4         | Gunhild Hoffmeister | Östtyskland   | 4:02.45 | Q          |
| 5         | Jan Merrill         | USA           | 4:02.61 | q          |
| 6         | Raisa Smechnova     | Sovjetunionen | 4:03.20 |            |
| 7         | Brigitte Kraus      | Västtyskland  | 4:04.21 |            |
| 8         | Grete Waitz         | Norge         | 4:04.80 |            |
| 9         | Sonia Castelein     | Belgien       | 4:13.46 |            |

#### Heat 2
| Placering | Idrottare             | Nation         | Tid     | Noteringar |
| --------- | --------------------- | -------------- | ------- | ---------- |
| 1         | Tatjana Kazankina     | Sovjetunionen  | 4.07,37 | Q          |
| 2         | Nina Holmén           | Finland        | 4:07.53 | Q          |
| 3         | Ellen Wellmann        | Västtyskland   | 4:07.54 | Q          |
| 4         | Gabriella Dorio       | Italien        | 4:07.61 | Q          |
| 5         | Mary Stewart          | Storbritannien | 4:07.65 |            |
| 6         | Vesela Yatsinska      | Bulgarien      | 4:07.89 |            |
| 7         | Natalia Mărăşescu     | Rumänien       | 4:07.92 |            |
| 8         | Christiane Wartenberg | Östtyskland    | 4:08.28 |            |
| 9         | Francie Larrieu Smith | USA            | 4:09.07 |            |

### Final
| Placering | Idrottare           | Nation        | Tid     | Noteringar |
| --------- | ------------------- | ------------- | ------- | ---------- |
| 1         | Tatjana Kazankina   | Sovjetunionen | 4.05,48 |            |
| 2         | Gunhild Hoffmeister | Östtyskland   | 4.06,02 |            |
| 3         | Ulrike Bruns        | Östtyskland   | 4.06,09 |            |
| 4         | Nikolina Sjtereva   | Bulgarien     | 4.06,57 |            |
| 5         | Ljudmila Bragina    | Sovjetunionen | 4.07,20 |            |
| 6         | Gabriella Dorio     | Italien       | 4.07,27 |            |
| 7         | Ellen Wellmann      | Västtyskland  | 4.07,91 |            |
| 8         | Jan Merrill         | USA           | 4.08,54 |            |
| 9         | Nina Holmén         | Finland       | 4.09,55 |            |